# Cratere Mowatt
Mowatt  è un cratere sulla superficie di Venere. Deve il proprio nome ad Anna Cora Mowatt, attrice e commediografa francese naturalizzata statunitense del XIX secolo.